# 刘学基
刘学基（1928年—2008年10月23日），山西原平人，中国人民解放军将领、中国人民解放军中将。
1988年，授予中国人民解放军中将，曾任宁夏军区司令员。